# グレイト (企業)
グレイト（GREAT）は、1986年頃から1996年頃まで大阪府大阪市に存在したアダルトゲーム会社である。
グレイトの代表作であるレッスルエンジェルスシリーズを開発したプラム（PLUM）は、広島県広島市に存在したグレイトの広島開発室である。プラムの一部スタッフはグレイト倒産後にTriangleを設立した。

## 作品一覧
- 1986年7月 - マル秘 課外授業編
- 1986年8月 - ファイブ・スイート・ドリーム
- 1987年1月 美しき獲物たち
- 1987年7月 - 美しき獲物たち PART Ⅱ
- 1987年7月 - トワイライトゾーン
- 1987年9月 - ドリーミータウン 魔女サンドラ
- 1987年12月 - 学園物語
- 1989年6月20日 - パペットショー Part 1
- 1988年7月 - 美しき獲物たち PART Ⅲ
- 1988年9月 - 美しき獲物たち PART Ⅳ
- 1988年10月21日 - トワイライトゾーン2 -ナギサの館-
- 1989年1月 - 美しき獲物たち PART Ⅴ
- 1989年7月28日 - ガールズ・パラダイス -楽園の天使たち-
- 1989年8月 - トワイライトゾーン3 〜長くて甘い夜〜
- 1989年11月11日 - 気分は、ぱすてる・たっち!! -アブナイ学園編-
- 1989年12月16日 - イミテーションは愛せない
- 1989年12月21日 - バーミリオン
- 1989年 - 美しき獲物たち PART Ⅵ
- 1989年 - 世紀末種蒔伝説 少女遊戯 愛のために死ね!!
- 1990年4月23日 - トワイライトゾーン Vol.4 特別編
- 1990年5月31日 - ドキドキカードリーグ
- 1990年8月10日 - ダンジョンバスター -エクスプローラーズ-
- 1990年9月20日 - メルヘン・パラダイス
- 1991年2月22日 - SAP 特殊行動警察 -FILE：M661-51-
- 1991年3月 - G戦略
- 1991年7月19日 - クインティアロード
- 1991年8月10日 - ダンジョン・バスター2 リバイブ
- 1991年12月21日 - ブラッドシード
- 1991年 - フォリナー
- 1992年2月15日 - レッスルエンジェルス
- 1992年6月 - キッズ -SAP 特殊行動警察 2nd.FILE-
- 1992年12月24日 - レッスルエンジェルス2
- 1992年 - アルファダイン
- 1992年 - 国立機動戦隊 RIPS V
- 1993年4月15日 - クィンティアロードII
- 1993年10月15日 - レッスルエンジェルス3
- 1993年 - クイズでレッツゴー!!
- 1993年 - What is Fantasy?
- 1994年2月10日 - レッスルエンジェルスSPECIAL
- 1994年7月15日 - 真倭伝 覇刀の章
- 1994年12月15日 - DokiDokiぷりてぃリーグ 第1話 ピンクエンジェルス危機一髪の巻
- 1994年 - 戦国強者絵巻 RANZE
- 1995年1月15日 - DokiDokiぷりてぃリーグ 第2話 もうひとつのライバル
- 1995年2月18日 - DokiDokiぷりてぃリーグ 第3話 南の海の怪の巻
- 1995年3月15日 - DokiDokiぷりてぃリーグ 第4話 七瀬の秘密の巻
- 1995年3月17日 - みっしょん
- 1995年4月15日 - DokiDokiぷりてぃリーグ 第5話 さらばピンクエンジェルス達
- 1995年7月20日 - DokiDokiぷりてぃリーグ Final
- 1995年12月23日 - DokiDokiぷりてぃリーグ EX
- 1995年 - メッセンジャー フロム ダークナイト